# Allogymnopleurus aeneus
Allogymnopleurus aeneus är en skalbaggsart som beskrevs av Edgar von Harold 1875. Allogymnopleurus aeneus ingår i släktet Allogymnopleurus och familjen bladhorningar. Inga underarter finns listade i Catalogue of Life.